# La Riche
La Riche és un municipi francès, situat al departament de l'Indre i Loira i a la regió de Centre – Vall del Loira. L'any 2007 tenia 9.990 habitants.

## Demografia

### Població
El 2007 la població de fet de La Riche era de 9.990 persones. Hi havia 4.860 famílies, de les quals 2.333 eren unipersonals (913 homes vivint sols i 1.420 dones vivint soles), 1.075 parelles sense fills, 1.035 parelles amb fills i 417 famílies monoparentals amb fills.
La població ha evolucionat segons el següent gràfic:
Habitants censats

### Habitatges
El 2007 hi havia 5.325 habitatges, 4.993 eren l'habitatge principal de la família, 28 eren segones residències i 303 estaven desocupats. 1.723 eren cases i 3.480 eren apartaments. Dels 4.993 habitatges principals, 1.727 estaven ocupats pels seus propietaris, 3.182 estaven llogats i ocupats pels llogaters i 84 estaven cedits a títol gratuït; 692 tenien una cambra, 1.091 en tenien dues, 1.240 en tenien tres, 1.027 en tenien quatre i 944 en tenien cinc o més. 3.150 habitatges disposaven pel capbaix d'una plaça de pàrquing. A 2.821 habitatges hi havia un automòbil i a 1.171 n'hi havia dos o més.

### Piràmide de població
La piràmide de població per edats i sexe el 2009 era:
| Homes | Edats   | Dones |
| ----- | ------- | ----- |
| 4     | 95 o +  | 8     |
| 20    | 90 a 94 | 33    |
| 44    | 85 a 89 | 66    |
| 37    | 80 a 84 | 91    |
| 145   | 75 a 79 | 153   |
| 125   | 70 a 74 | 220   |
| 120   | 65 a 69 | 182   |
| 126   | 60 a 64 | 157   |
| 151   | 55 a 59 | 169   |
| 258   | 50 a 54 | 258   |
| 276   | 45 a 49 | 305   |
| 269   | 40 a 44 | 265   |
| 289   | 35 a 39 | 306   |
| 353   | 30 a 34 | 356   |
| 456   | 25 a 29 | 460   |
| 422   | 20 a 24 | 465   |
| 204   | 15 a 19 | 299   |
| 256   | 10 a 14 | 225   |
| 215   | 5 a 9   | 250   |
| 220   | 0 a 4   | 297   |

## Economia
El 2007 la població en edat de treballar era de 6.966 persones, 5.120 eren actives i 1.846 eren inactives. De les 5.120 persones actives 4.495 estaven ocupades (2.223 homes i 2.272 dones) i 625 estaven aturades (308 homes i 317 dones). De les 1.846 persones inactives 411 estaven jubilades, 941 estaven estudiant i 494 estaven classificades com a «altres inactius».

### Ingressos
El 2009 a La Riche hi havia 4.663 unitats fiscals que integraven 9.563 persones, la mediana anual d'ingressos fiscals per persona era de 17.196,5 €.

### Activitats econòmiques
Dels 387 establiments que hi havia el 2007, 11 eren d'empreses extractives, 7 d'empreses alimentàries, 3 d'empreses de fabricació de material elèctric, 13 d'empreses de fabricació d'altres productes industrials, 56 d'empreses de construcció, 104 d'empreses de comerç i reparació d'automòbils, 13 d'empreses de transport, 17 d'empreses d'hostatgeria i restauració, 7 d'empreses d'informació i comunicació, 9 d'empreses financeres, 22 d'empreses immobiliàries, 46 d'empreses de serveis, 50 d'entitats de l'administració pública i 29 d'empreses classificades com a «altres activitats de serveis».
Dels 90 establiments de servei als particulars que hi havia el 2009, 6 eren oficines bancàries, 8 tallers de reparació d'automòbils i de material agrícola, 1 taller d'inspecció tècnica de vehicles, 10 paletes, 5 guixaires pintors, 6 fusteries, 14 lampisteries, 9 electricistes, 1 empresa de construcció, 9 perruqueries, 1 veterinari, 10 restaurants, 4 agències immobiliàries, 4 tintoreries i 2 salons de bellesa.
Dels 41 establiments comercials que hi havia el 2009, 1 era, 2 supermercats, 1 un supermercat, 5 fleques, 1 una fleca, 1 una peixateria, 19 botigues de roba, 1 una botiga de roba, 3 sabateries, 1 una sabateria, 1 una botiga de mobles, 1 un drogueria, 2 joieries i 2 floristeries.
L'any 2000 a La Riche hi havia 20 explotacions agrícoles que ocupaven un total de 120 hectàrees.

## Equipaments sanitaris i escolars
El 2009 hi havia 1 centre de salut i 4 farmàcies.
El 2009 hi havia 2 escoles maternals i 2 escoles elementals.

## Poblacions més properes
El següent diagrama mostra les poblacions més properes.